# سيراي كايا
سيراي كايا هي ممثلة تركية ولدت في 4 فبراير 1991.

## روابط خارجية
سيراي كايا على موقع IMDb (الإنجليزية)
- سيراي كايا على موقع قاعدة بيانات الفيلم (الإنجليزية)